# Dorfkirche Rambow (Lenzen)

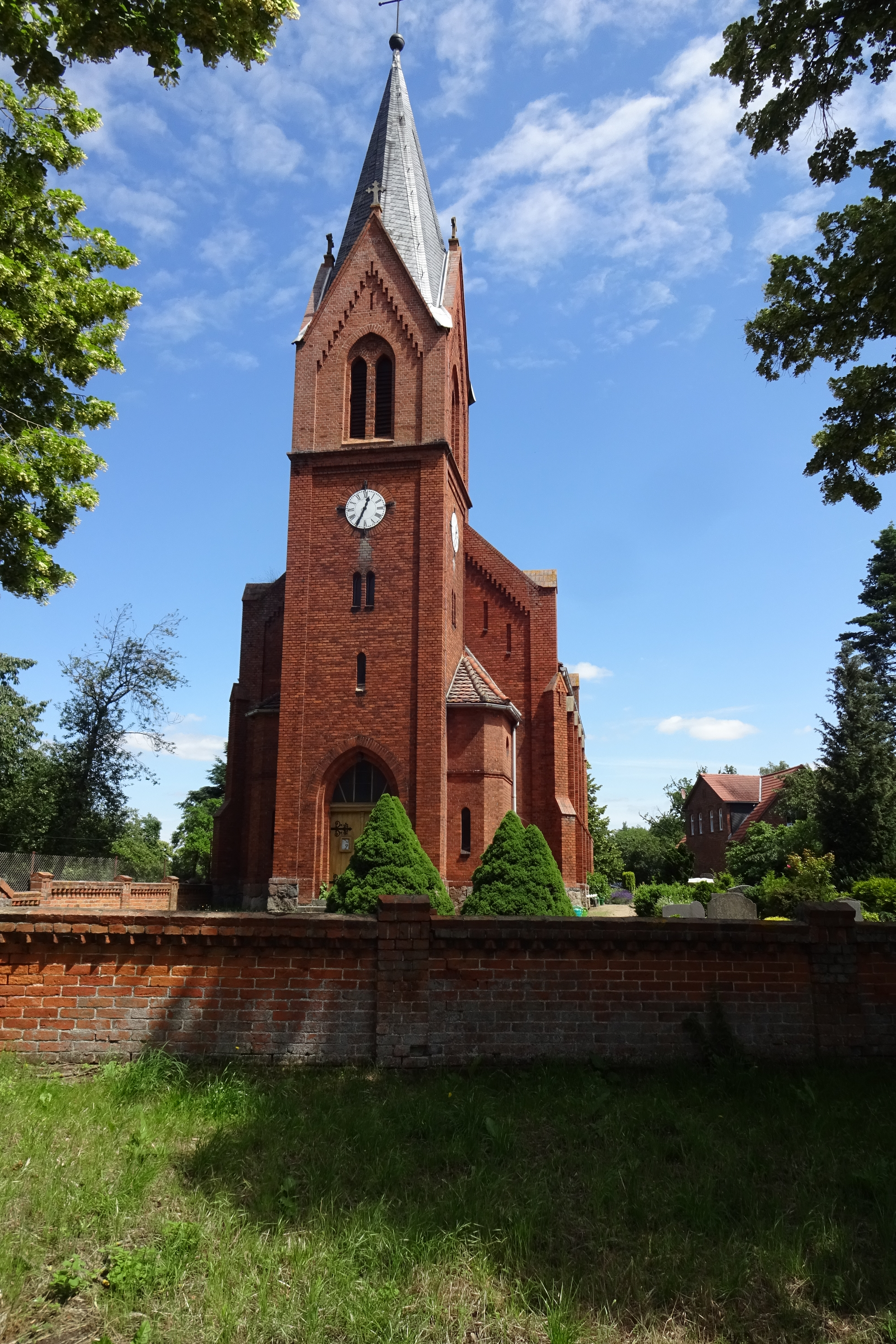
Dorfkirche Rambow

Die evangelische, denkmalgeschützte Dorfkirche Rambow steht in Rambow, einem Gemeindeteil der Stadt Lenzen (Elbe) im Landkreis Prignitz in Brandenburg. Die Kirche gehört zur Gesamtkirchengemeinde Westprignitz im Kirchenkreis Prignitz der Evangelischen Kirche Berlin-Brandenburg-schlesische Oberlausitz.

## Beschreibung
Die neugotische Saalkirche wurde 1887 aus Backsteinen erbaut und von 1987 bis 1988 renoviert. Sie besteht aus einem Langhaus mit fünf Jochen, das mit einem Satteldach bedeckt ist, einer eingezogenen polygonalen Apsis im Osten, deren Wände von Strebepfeilern gestützt werden, und einem Kirchturm im Westen, der von Treppentürmen flankiert wird, und mit einem schiefergedeckten Helm bedeckt ist. 
Der Innenraum des Langhauses ist mit einem offenen Dachstuhl überspannt, die Apsis hat innen ein Gewölbe. Die Kirchenausstattung stammt größtenteils aus der Bauzeit. Die Orgel wurde 1888/89 von Albert Hollenbach gebaut.